# Cheiracanthium turiae
Cheiracanthium turiae is een spinnensoort uit de familie Cheiracanthiidae.
De wetenschappelijke naam van de soort werd in 1917 gepubliceerd door Embrik Strand.